# 曼努埃尔·波特拉·巴利亚达雷斯
曼努埃尔·波特拉·巴利亚达雷斯（西班牙語：Manuel Portela y Valladares，1867年1月31日—1952年4月29日），是西班牙第二共和国时期的政治家、法学家。他作为民主中央党成员，曾于1935年至1936年担任西班牙总理。